# Minutes to Midnight World Tour
Minutes to Midnight World Tour là chuyến lưu diễn hòa nhạc thứ tư của ban nhạc rock người Mỹ Linkin Park. Nó được khởi động để hỗ trợ cho album phòng thu thứ ba của Linkin Park, Minutes to Midnight (2007). Linkin Park Underground, câu lạc bộ người hâm mộ chính thức của ban nhạc đã phát hành một album trực tiếp hàng năm của họ có tên là LP Underground 7.0. Nó bao gồm các phần biểu diễn trực tiếp trong các chuyến lưu diễn Minutes to Midnight năm 2007.

## Danh sách tiết mục
Các danh sách tiết mục này đại diện cho danh sách tiết mục thường thấy nhất trong suốt các buổi diễn.
1. "Gunshot Intro #1" / "One Step Closer"
2. "Lying from You"
3. "Somewhere I Belong
4. "No More Sorrow
5. "Papercut"
6. "Points of Authority"
7. "Reading My Eyes"
8. "From the Inside"
9. "Leave Out All the Rest"
10. "Numb"
11. "The Little Things Give You Away"
12. "Breaking the Habit"
13. "Shadow of the Day"
14. "Crawling"
15. "In the End"
16. "Bleed It Out"

Hát lại
1. "Pushing Me Away" (Bản Piano)
2. "What I've Done"
3. "Faint"

## Nhân sự
- Chester Bennington - hát, guitar đệm trong "Shadow of the Day"
- Mike Shinoda - hát rap / hát chính / hát bè; guitar đệm, đàn organ, piano, samplers
- Brad Delson - guitar chính
- Dave Farrell - bass, hát bè trong "The Little Things Give You Away"; guitar đệm trong "Leave Out All the Rest"
- Joe Hahn - bàn xoay, sampler
- Rob Bourdon - trống, bộ gõ

## Ngày lưu diễn
| Ngày                   | Thành phố        | Quốc gia     | Sân khấu                      | Số vé bán/Tổng        | Doanh thu (đô la Mỹ) |
| ---------------------- | ---------------- | ------------ | ----------------------------- | --------------------- | -------------------- |
| Tour Quảng bá          |                  |              |                               |                       |                      |
| 28 tháng 4 năm 2007    | Berlin           | Đức          | Kesselhaus                    |                       |                      |
| 30 tháng 4 năm 2007    | Cologne          | Đức          | ProSieben Studios             |                       |                      |
| 2 tháng 5 năm 2007     | London           | Anh          | BBC Maida Vale Studios        |                       |                      |
| 3 tháng 5 năm 2007     | London           | Anh          | Astoria                       |                       |                      |
| 4 tháng 5 năm 2007     | London           | Anh          | The London Studios            |                       |                      |
| 6 tháng 5 năm 2007     | East Rutherford  | Hoa Kỳ       | Giants Stadium                |                       |                      |
| 11 tháng 5 năm 2007    | New York City    | Hoa Kỳ       | Webster Hall                  |                       |                      |
| 12 tháng 5 năm 2007    | New York City    | Hoa Kỳ       | GE Building (Studio 8H)       |                       |                      |
| 18 tháng 5 năm 2007    | West Hollywood   | Hoa Kỳ       | House of Blues                |                       |                      |
| 19 tháng 5 năm 2007    | Irvine           | Hoa Kỳ       | Verizon Wireless Amphitheatre |                       |                      |
| Tour Châu Âu           |                  |              |                               |                       |                      |
| 24 tháng 5 năm 2007    | Copenhagen       | Đan Mạch     | Forum Copenhagen              |                       |                      |
| 25 tháng 5 năm 2007    | Stockholm        | Thụy Điển    | Stockholm Globe Arena         |                       |                      |
| 27 tháng 5 năm 2007    | Hamburg          | Đức          | Color Line Arena              |                       |                      |
| 28 tháng 5 năm 2007    | Landgraaf        | Hà Lan       | Megaland                      |                       |                      |
| 30 tháng 5 năm 2007    | Paris            | Pháp         | Cung thể thao Paris-Bercy     |                       |                      |
| 1 tháng 6 năm 2007     | Adenau           | Đức          | Nürburgring                   |                       |                      |
| 2 tháng 6 năm 2007     | Nuremberg        | Đức          | Volkspark Dutzendteich        |                       |                      |
| 5 tháng 6 năm 2007     | Saint Petersburg | Nga          | New Arena                     |                       |                      |
| 6 tháng 6 năm 2007     | Moscow           | Nga          | Sports Complex Olimpiyskiy    |                       |                      |
| 8 tháng 6 năm 2007     | Lisbon           | Bồ Đào Nha   | Passeio Marítimo de Algés     |                       |                      |
| 9 tháng 6 năm 2007     | Castle Donington | Anh          | Donington Park                |                       |                      |
| 11 tháng 6 năm 2007    | Zürich           | Thụy Sĩ      | Hallenstadion                 |                       |                      |
| 12 tháng 6 năm 2007    | Prague           | Cộng Hòa Séc | Sazka arena                   |                       |                      |
| 13 tháng 6 năm 2007    | Chorzów          | Ba Lan       | Stadion Slaski                |                       |                      |
| 16 tháng 6 năm 2007    | Nickelsdorf      | Áo           | Pannonia Fields II            |                       |                      |
| Tour Úc và New Zealand |                  |              |                               |                       |                      |
| 11 tháng 10 năm 2007   | Auckland         | New Zealand  | Vector Arena                  |                       |                      |
| 12 tháng 10 năm 2007   | Auckland         | New Zealand  | Vector Arena                  |                       |                      |
| 14 tháng 10 năm 2007   | Melbourne        | Úc           | Rod Laver Arena               |                       |                      |
| 15 tháng 10 năm 2007   | Melbourne        | Úc           | Rod Laver Arena               |                       |                      |
| 16 tháng 10 năm 2007   | Adelaide         | Úc           | Adelaide Entertainment Centre |                       |                      |
| 18 tháng 10 năm 2007   | Perth            | Úc           | Burswood Dome                 |                       |                      |
| 20 tháng 10 năm 2007   | Sydney           | Úc           | Sydney Entertainment Centre   |                       |                      |
| 21 tháng 10 năm 2007   | Sydney           | Úc           | Sydney Entertainment Centre   |                       |                      |
| 22 tháng 10 năm 2007   | Brisbane         | Úc           | Brisbane Entertainment Centre |                       |                      |
| Tour Châu Á            |                  |              |                               |                       |                      |
| 11 tháng 11 năm 2007   | Bangkok          | Thái Lan     | Aktive Square                 |                       |                      |
| 13 tháng 11 năm 2007   | Singapore        | Singapore    | Singapore Indoor Stadium      |                       |                      |
| 16 tháng 11 năm 2007   | Đài Bắc          | Đài Loan     | Zhongshan Soccer Stadium      |                       |                      |
| 18 tháng 11 năm 2007   | Thượng Hải       | Trung Quốc   | Hong Kou Stadium              |                       |                      |
| 20 tháng 11 năm 2007   | Chek Lap Kok     | Hồng Kông    | AsiaWorld–Arena               |                       |                      |
| 23 tháng 11 năm 2007   | Saitama          | Nhật Bản     | Saitama Super Arena           |                       |                      |
| 24 tháng 11 năm 2007   | Saitama          | Nhật Bản     | Saitama Super Arena           |                       |                      |
| 26 tháng 11 năm 2007   | Nagoya           | Nhật Bản     | Nippon Gaishi Hall            |                       |                      |
| 27 tháng 11 năm 2007   | Osaka            | Nhật Bản     | Prefectural Gymnasium Naniwa  |                       |                      |
| 30 tháng 11 năm 2007   | Seoul            | Hàn Quốc     | Olympic Park                  |                       |                      |
| Tour Châu Âu           |                  |              |                               |                       |                      |
| 16 tháng 1 năm 2008    | Hanover          | Đức          | TUI Arena                     |                       |                      |
| 17 tháng 1 năm 2008    | Amnéville        | Pháp         | Galaxie Amnéville             |                       |                      |
| 18 tháng 1 năm 2008    | Basel            | Thụy Sĩ      | St. Jakobshalle               |                       |                      |
| 20 tháng 1 năm 2008    | Frankfurt        | Đức          | Festhalle Frankfurt           |                       |                      |
| 21 tháng 1 năm 2008    | Cologne          | Đức          | Kölnarena                     |                       |                      |
| 22 tháng 1 năm 2008    | Paris            | Pháp         | Cung thể thao Paris-Bercy     |                       |                      |
| 24 tháng 1 năm 2008    | Nottingham       | Anh          | Nottingham Arena              |                       |                      |
| 25 tháng 1 năm 2008    | Sheffield        | Anh          | Sheffield Arena               |                       |                      |
| 27 tháng 1 năm 2008    | Manchester       | Anh          | Manchester Evening News Arena |                       |                      |
| 28 tháng 1 năm 2008    | London           | Anh          | The O2 Arena                  |                       |                      |
| 29 tháng 1 năm 2008    | London           | Anh          | The O2 Arena                  |                       |                      |
| Tour Bắc Mỹ            |                  |              |                               |                       |                      |
| 12 tháng 2 năm 2008    | Omaha            | Hoa Kỳ       | Qwest Center                  | 9,461 / 9,461 (100%)  | $439,937             |
| 13 tháng 2 năm 2008    | Saint Paul       | Hoa Kỳ       | Xcel Energy Center            |                       |                      |
| 15 tháng 2 năm 2008    | Columbus         | Hoa Kỳ       | Nationwide Arena              |                       |                      |
| 16 tháng 2 năm 2008    | Detroit          | Hoa Kỳ       | Joe Louis Arena               |                       |                      |
| 18 tháng 2 năm 2008    | Manchester       | Hoa Kỳ       | Verizon Wireless Arena        |                       |                      |
| 19 tháng 2 năm 2008    | Baltimore        | Hoa Kỳ       | 1st Mariner Arena             |                       |                      |
| 21 tháng 2 năm 2008    | New York City    | Hoa Kỳ       | Apple Store                   |                       |                      |
| 21 tháng 2 năm 2008    | New York City    | Hoa Kỳ       | Madison Square Garden         |                       |                      |
| 22 tháng 2 năm 2008    | Montreal         | Canada       | Bell Centre                   | 14,487 / 16,096 (90%) | $808,469             |
| 23 tháng 2 năm 2008    | London           | Canada       | John Labatt Centre            | 12,630 / 15,261 (83%) | $559,952             |
| 25 tháng 2 năm 2008    | Lexington        | Hoa Kỳ       | Rupp Arena                    |                       |                      |
| 26 tháng 2 năm 2008    | Nashville        | Hoa Kỳ       | Sommet Center                 |                       |                      |
| 29 tháng 2 năm 2008    | Oklahoma City    | Hoa Kỳ       | Ford Center                   |                       |                      |
| 4 tháng 3 năm 2008     | Los Angeles      | Hoa Kỳ       | Trung tâm Staples             |                       |                      |
| 6 tháng 3 năm 2008     | Las Vegas        | Hoa Kỳ       | The Joint @ Hard Rock Hotel   |                       |                      |
| 7 tháng 3 năm 2008     | Las Vegas        | Hoa Kỳ       | The Joint @ Hard Rock Hotel   |                       |                      |
| 8 tháng 3 năm 2008     | West Valley City | Hoa Kỳ       | E Center                      |                       |                      |
| 10 tháng 3 năm 2008    | Sacramento       | Hoa Kỳ       | ARCO Arena                    |                       |                      |
| Tour Châu Âu           |                  |              |                               |                       |                      |
| 5 tháng 6 năm 2008     | Skive            | Đan Mạch     | Strandtangen                  |                       |                      |
| 6 tháng 6 năm 2008     | Lisbon           | Bồ Đào Nha   |                               |                       |                      |
| 7 tháng 6 năm 2008     | Madrid           | Tây Ban Nha  |                               |                       |                      |
| 10 tháng 6 năm 2008    | Vilnius          | Lithuania    | Siemens Arena                 |                       |                      |
| 11 tháng 6 năm 2008    | Riga             | Latvia       | Arena Riga                    |                       |                      |
| 13 tháng 6 năm 2008    | Seinajoki        | Phần Lan     |                               |                       |                      |
| 14 tháng 6 năm 2008    | Hultsfred        | Thụy Điển    |                               |                       |                      |
| 15 tháng 6 năm 2008    | Interlaken       | Thụy Sĩ      |                               |                       |                      |
| 17 tháng 6 năm 2008    | Brno             | Cộng Hòa Séc |                               |                       |                      |
| 18 tháng 6 năm 2008    | Graz             | Áo           |                               |                       |                      |
| 20 tháng 6 năm 2008    | Venice           | Ý            |                               |                       |                      |